# Ubrique
Ubrique é um município da Espanha na província de Cádiz, comunidade autónoma da Andaluzia, de área 71 km² com população de 17362 habitantes (2005) e densidade populacional de 250,02 hab/km².
Faz parte da Rota das aldeias brancas.

## Demografia
| Variação demográfica do município entre 1991 e 2004 | Variação demográfica do município entre 1991 e 2004 | Variação demográfica do município entre 1991 e 2004 | Variação demográfica do município entre 1991 e 2004 |
| --------------------------------------------------- | --------------------------------------------------- | --------------------------------------------------- | --------------------------------------------------- |
| 1991                                                | 1996                                                | 2001                                                | 2004                                                |
| 18051                                               | 18102                                               | 17396                                               | 17404                                               |